# Policheta crassisetosa
Policheta crassisetosa là một loài ruồi trong họ Tachinidae.